# مالوياروسلفتس
مالوياروسلفتس (بالروسية: Малоярославец) هي إحدى مدن روسيا في الكيان الفدرالي الروسي كالوغا أوبلاست.